# 国家女性名人堂

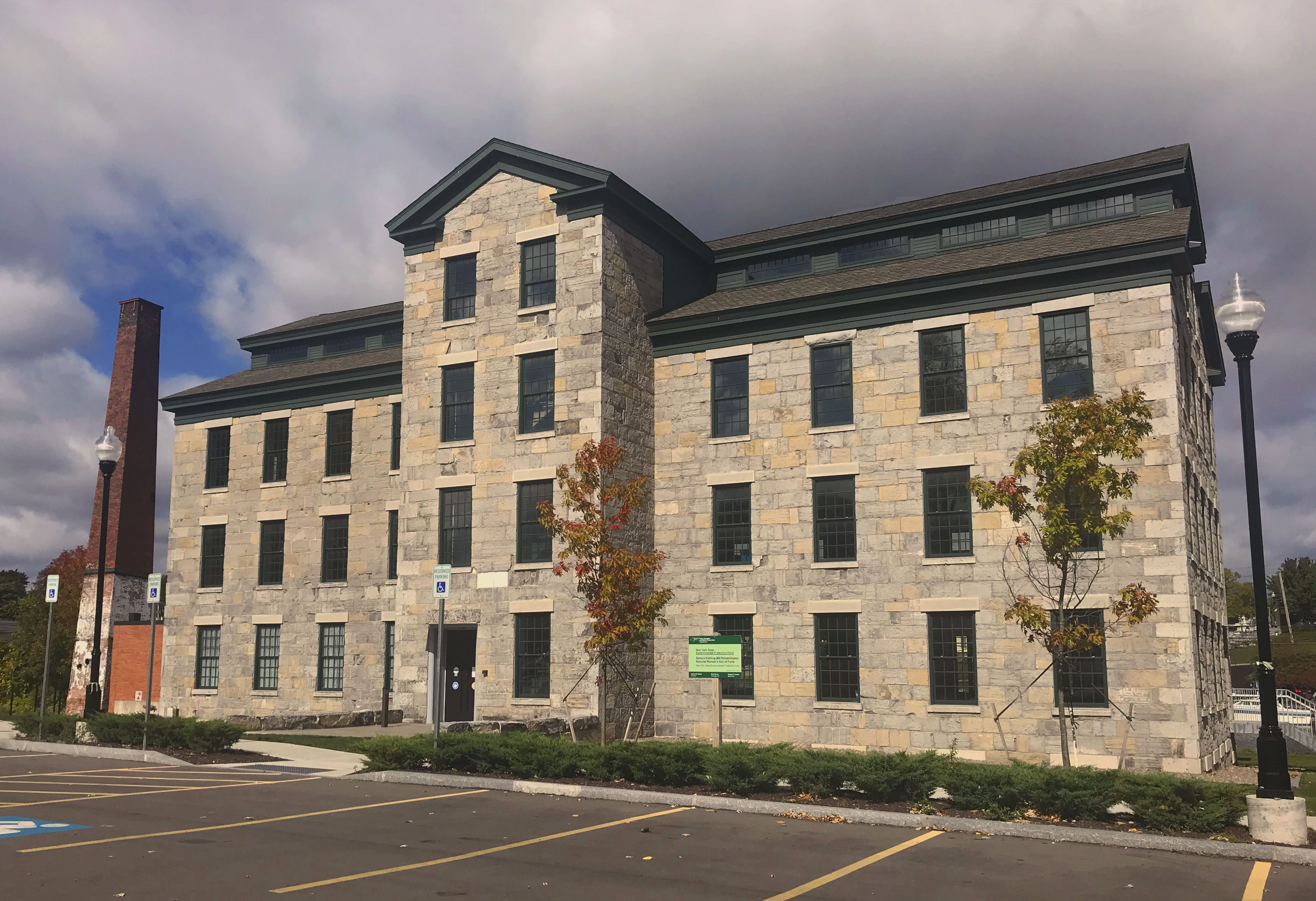
2020年开始采用的新建筑，原塞尼卡针织厂（Seneca Knitting Mill）

国家女性名人堂（National Women's Hall of Fame，NWHF）是1969年在美国纽约州塞尼卡瀑布建立的一个非营利组织，截止2021年共有293人入选，入选仪式在奇数年的秋季举办，提名则在春季举行
（一般是女性历史月）。
2014年，该组织决定投资2000万美元修整妇女权利国家历史公园内的历史建筑塞尼卡针织厂（Seneca Knitting Mill，1844年建造）以用作新的总部大楼，2020年正式搬入。